# Паркер (фільм)
«Паркер» (англ. Parker) — американський кримінальний трилер режисера Тейлора Гекфорда за мотивами серії книг Дональда Вестлейка. Головні ролі виконали Джейсон Стейтем та Дженніфер Лопес. Прем'єра в США відбулася 25 січня 2013 року.
Український переклад зробила студія Омікрон на замовлення Гуртом.

## Сюжет
Професійний злодій, якого всі кличуть Паркер (Джейсон Стейтем), за направленням свого старого приятеля Герлі (Нік Нолті), з дочкою якого він зустрічається, вирушає на чергове завдання — пограбування ярмарку, разом із чотирма напарниками на чолі з Меландером (Майкл Чикліс). Переодягнувшись у клоунів, спільники Паркера проникають до місця, де лежать гроші, а Паркер, вдаючи священика, відволікає охорону. Тим часом їхній соратник Гардвік (Міка Гауптман), зімпровізувавши, підпалює сіно на ярмарку, але не там, де це було заздалегідь узгоджено. Починається масштабна пожежа, і в метушні всі п'ятеро грабіжників вшиваються. У Паркера і Гардвіка виникає конфлікт на ґрунті того, що Гардвік підпалив сіно занадто близько до людей. Опісля в автівці, Меландер пропонує Паркерові вкласти награбоване в дещо крупніше, проте Паркер відмовляється, бажаючи лише отримати свою частку. Тоді напарники намагаються позбутися Паркера. Він отримує серйозні поранення, і на завершення Гардвік у нього стріляє.
Паркерові дивом вдається вижити: його підбирає фермер із сім'єю і відвозить до лікарні. По телевізору повідомляють, що внаслідок пожежі загинула одна людина. Паркеру виходить утекти з лікарні, він збирається помститися Меландерові й забрати свою частку. Паркер здійснює ще одне пограбування й дістає нові документи. Він відправляє свою дівчину, Клер (Емма Бут), разом з її батьком до спокійної й безпечної місцини. У цей час Гардвік дізнається про те, що Паркер живий, і повідомляє про це Меландерові. Пізніше Гардвік телефонує своєму впливовому дядьку, містерові Дезінґеру, у Чикаґо, і той відправляє по сліду Паркера найманого вбивцю (Даніель Бернгардт), який проникає до його будинку.
Від брата Гардвіка, власника клубу, Паркер дізнається, що Меландер і його банда засіли в Палм-Біч, курортному містечку для мільйонерів. Паркер вирушає туди під виглядом багатія з Еквадору, містера Пармітта, начебто з метою придбати будинок. У виборі житла йому допомагає Леслі Роджерс (Дженніфер Лопес). Оглянувши всі будинки в окрузі, Паркер виявляє той, де планує відсидітися команда Меландера після планованого пограбування. Леслі запідозрює, що Пармітт зовсім не той, за кого себе видає. Паркер теж спочатку не довіряє Леслі, вважаючи що вона може бути пов'язана з Меландером. Коли вони приходять до офісу Леслі, Паркер наказує їй роздягтися до нижньої білизни, бажаючи перевірити, чи немає на ній «жучків». Леслі обурюється, але наказ виконує. Коли Паркер розповідає їй, хто він, вона радо погоджується йому допомогти, позаяк зовсім нещодавно позбулася роботи, а отже, і грошей. Вона здогадується, що Меландер збирається пограбувати одну заможну колекціонерку в Палм-Біч під час майбутнього аукціону. Далі Паркер каже їй, що розбереться сам, але трохи пізніше у готелі на нього зненацька нападає кілер. Унаслідок бійки Паркер дістає серйозних ушкоджень і приходить до будинку Леслі. Вона передзвонює його дівчині Клер, яка надає Паркерові першу медичну допомогу.
Меландер і двоє спільників влаштовують на аукціоні псевдопожежу і, перевдягнувшись у вогнеборців, забирають коштовності. Гардвік на катері відволікає правоохоронців, а Меландер із соратниками в аквалангах занурюються у воду і дістаються будинку. Там на них чекає Паркер, який тим часом розставив по будинку сховані пістолети і зіпсував більшість зброї групи. Туди ж приходить Леслі, яку бандити ловлять, коли та підглядає у вікно. Меландер підозрює, що Паркер десь неподалік, і відправляє своїх людей обстежити будинок. Одного з крадіїв Паркер безшумно вбиває. Помітивши його зникнення, інші насторожуються. Меландер і Гардвік продовжують шукати Паркера, третій спільник залишається з Леслі, яка в той час знаходить під столом пістолет, схований Паркером, і розстрілює наглядача. Паркер нападає на Меландера і розправляється з ним. Згодом, Гардвік приставляє пістолет до голови Леслі і погрожує її вбити, якщо Паркер не здасться, але коли він натискає на курок, з'ясовується, що пістолет зіпсований. Паркер стріляє в голову Гардвіку.
Забравши коштовності, Паркер розходиться з Леслі, давши їй настанови, коли чекати гроші. Через півроку він знаходить і вбиває містера Дезінґера. Роком після, Леслі, урешті, отримує поштою свою частку і тепер може розплатитися з боргами. Паркер залишається разом із Клер.

## У ролях
- Джейсон Стейтем — Паркер[4]
- Дженніфер Лопес — Леслі[5]
- Майкл Чикліс — Меландер[6]
- Вендел Пірс — Карлсон
- Кліфтон Коллінз-мол. — Рос
- Боббі Каннавале — Джейк Фернандес
- Петті Люпон — Асенсьйон Сьєнфуегос
- Нік Нолті — Герлі
- Деніел Бернхардт — Кролл
- Мішель Стеффорд — Філліс Саммерс

## Цікаві факти
- Це перший фільм, заснований на романах Дональда Вестлейка, де головного героя звуть, як і в книгах — Паркер.
- Фільм «Паркер» уже не перший такий фільм про цього героя. Спершу у 1999 році, і потім у 2006 на екрани вийшли фільми «Розплата» і «Розплата (Режисерська версія)» з Мелом Ґібсоном, де сюжет так само базується на помсті своїм напарникам. Також, у цих фільмах героя звали не Паркер, а Портер.